# Cristian González
Cristian Osvaldo González Bautista (ur. 26 lutego 1998 w Uriangato) – meksykański piłkarz występujący na pozycji prawego obrońcy, od 2024 roku zawodnik Tlaxcali.